# O Jovem Dr. Ricardo
O Jovem Dr. Ricardo foi um seriado brasileiro exibido  pela TV Tupi, criado e produzido por Alcino Diniz e com roteiro de Moysés Weltman. O programa era exibido às quarta-feiras, 20h40min. A época de seu lançamento fora considerado um sucesso, tendo sido apresentado posteriormente na Rádio Nacional. O seriado estreou em 19 de dezembro de 1956 e encerrou-se em 1958. 
Antes da entrada de Cyl Farney no papel título do programa, Miro Cerni fora o primeiro ator cogitado para interpretá-lo.
Foi a primeira série com temática médica da TV brasileira.

## Enredo
Trata-se da história de um médico, Dr. Ricardo (Cyl Farney), que possui um consultório. O médico conta com os serviços da enfermeira Patrícia (Tereza Rachel) e do experiente Dr. Martim (Ribeiro Fortes)

## Elenco
- Cyl Farney como Dr. Ricardo
- Tereza Rachel como Enfermeira Patrícia
- Ribeiro Fortes como Dr. Martim

## Participações
- Carlos Duval como Velho do Realejo
- Vera Lúcia como a Filha
- Gilberto Martinho como Assassino
- Maurício Shermann como Pai (Velho italiano) [2]
- Rodolfo Mayer como Daniel Ferreira [5]
- Lourdes Mayer como Esposa de Daniel [5]
- Glauce Rocha[6]
- Heloísa Helena como Vovó (paciente)
- Myriam Pérsia
- Alberto Pérez

## Episódios
| Data de Exibição       | Título do Episódio        | Participações                  | Ref.  |
| ---------------------- | ------------------------- | ------------------------------ | ----- |
| 19 de dezembro de 1956 | Batismo de Fogo           | Maurício Shermann e Vera Lúcia | [ 2 ] |
| janeiro de 1957        | Solidão                   | Glauce Rocha                   | [ 6 ] |
| março de 1957          | O Homem dos Nervos de Aço | Rodolfo Mayer e Lourdes Mayer  | [ 5 ] |
| 1 de maio de 1957      | O Homem Brigão            | Dedé Pinheiro                  | [ 7 ] |
| 15 de maio de 1957     | Cinderela                 |                                |       |
| 15 de setembro de 1957 | Noite de Temporal         |                                |       |
| 1 de outubro de 1957   | Céu sem Nuvens            |                                |       |
| 23 de outubro de 1957  | Estranha Missão           |                                |       |
| 30 de outubro de 1957  | A Menina da Rua Nova      |                                |       |
| novembro de 1957       | Feliz Natal               |                                |       |